# Lubuk Ampolu
Lubuk Ampolu is een bestuurslaag in het regentschap Tapanuli Tengah van de provincie Noord-Sumatra, Indonesië. Lubuk Ampolu telt 1359 inwoners (volkstelling 2010).